# 팀 메도스
팀 메도스(Tim Meadows, 1961년 2월 5일 ~ )는 미국의 배우이자 희극인이다.

## 출연 작품
- 우리만의 작은 비밀 (2024) - 스탠 역
- 퀸카로 살아남는 법: 더 뮤지컬 (2024) - 듀발 교장 역
- 드림 시나리오 (2023) - 브렛 역
- 선 오브 존 (2016)
- 론리아일랜드의 팝스타 (2016)
- 메리 미 (2014)
- 체이싱 고스트 (2014)
- 그로운 업스 2 (2013)
- 잭 앤 질 (2011)
- 프릭 댄스 (2010)
- 그레이비 트레인 (2010)
- 글로리 데이즈(영어판) (2010)
- 더 랠리 투 리스토어 새너티 앤드/오어 피어 (2010)
- 그로운 업스 (2010)
- 다락방의 외계인 (2009)
- 세미-프로 (2008)
- 세터데이 나잇 라이브 인 더 '90s: 팝 컬처 네이션 (2007)
- 슈레더맨 (2007)
- 워크 하드: 듀이 콕스 스토리 (2007)
- 벤치워머스 (2006)
- 콜버트 리포트 (2005)
- 더 레이트 레이트 쇼 위드 크레이그 퍼거슨 (2005)
- 세터데이 나잇 라이브: 더 베스트 오브 윌 페럴 - 볼륨 2 (2004)
- 데니스 밀러 (2004)
- 쿡아웃 (2004)
- 퀸카로 살아남는 법 (2004)
- 노바디 노우스 애니씽! (2003)
- 이븐 스티븐슨 무비 (2003)
- 와사비 투너 (2003)
- 당신이 사랑한다면 (2001)
- 레이디스 맨 (2000)
- 올리브, 디 아더 레인디어 (1999)
- 새터데이 나이트 라이브: 더 베스트 오브 마이크 마이어스 (1998)
- 콘헤드 대소동 (1993)
- 웨인즈 월드 2 (1993)
- 새터데이 나잇 라이브 (1975)